# August Blaha
August „Gustav“ Blaha (* 1. Jänner 1888 in Wien; † 25. September 1961 ebenda) war ein österreichischer Fußballspieler.

## Leben
Der Mechanikergehilfe Blaha spielte für den SK Rapid Wien. Sein 2:1-Siegtreffer am 29. Oktober 1911 gegen den haushohen Favoriten WAF gilt als einer der Ausgangspunkte der sogenannten Rapid-Viertelstunde.